# ポンキッキメドレー2007
ポンキッキメドレー2007（ぽんきっきめどれーにせんなな）はガチャピン・ムックとアイドリング!!!の1枚目のシングル。

## 収録曲
1. ポンキッキ メドレー 2007
2. ポンキッキ メドレー 2007（オリジナル・カラオケ）
3. ポンキッキ メドレー 2007（オリジナル・カラオケ（ガチャピン・ムック バージョン））
4. ポンキッキ メドレー 2007（インストゥルメンタル）

## 内容
- 『ポンキッキ』に出演するガチャピン・ムックとアイドリング!!!のコラボ作品。ポンキッキシリーズで使われた、子供向けの楽曲のメドレーである。
- 2007年9月19日からフジ♪メロで着メロ独占先行配信開始。
- メドレー演奏曲は以下のとおり。
  - パタパタママ→ホネホネロック→まる・さんかく・しかく→世界中のこどもたちが→およげ!たいやきくん→さあ冒険だ→LET’S GO いいことあるさ